# Duftender Höhlensalamander
Der Duftende Höhlensalamander (Speleomantes imperialis, Syn.: Hydromantes imperialis) ist ein Schwanzlurch aus der Familie der Lungenlosen Salamander (Plethodontidae), der im zentralen Südosten von Sardinien in der Provinz Nuoro und im Osten von Oristano vorkommt.

## Merkmale
Die Tiere werden 12 bis 15 cm lang und sind auf der Rückenseite dunkelbraun bis rotbraun gefärbt und gelblich gefleckt. Der Bauch ist hell. Finger und Zehen sind kurz, abgerundet und bis zur Hälfte ihrer Länge mit Spannhäuten verbunden. Die Schnauze ist stumpf abgerundet. Eine Furche verbindet Lippen und Nase. Charakteristisch für die Art ist ein starker Geruch, der auch zum deutschen Trivialnamen führte.

## Lebensweise
Der Duftende Höhlensalamander kommt von Meeresspiegelhöhe bis in Höhen von etwa 1200 Metern vor und lebt in Höhlen und in Felsspalten im Karst. Oberirdisch werden sie nur im Winter und nach Regenfällen gesehen und halten sich auch dann bevorzugt an schattigen, feuchten Stellen unter Steinen, Baumstümpfen oder morschen Holzstapeln auf. Die Tiere sind rein terrestrisch und können nur schlecht schwimmen, aber gut klettern. Da sie lungenlos sind, erfolgt die Atmung ausschließlich über die Mundschleimhaut und die Körperoberfläche. Duftende Höhlensalamander ernähren sich von kleinen Insekten, Asseln und Spinnen, die mit ihrer klebrigen, vorschnellbaren Schleuderzunge erbeutet werden.

## Fortpflanzung
Wie bei anderen Höhlensalamandern erfolgt die Paarung an Land. Bei der vorausgehenden Balz steigt das Männchen auf das Weibchen und umklammert es mit seinen Vorderbeinen. Dann fügt es ihr mit seinen kleinen Zähnen kleine Wunden auf dem Rücken zu, in die daraufhin ein stimulierendes Sekret aus einer Drüse am Kinn des Männchen gerieben wird. Darauf löst das Männchen seine Umarmung und der „Paarungsmarsch“ beginnt, das Männchen voran und das Weibchen hinterher. Dabei setzt das Männchen eine Spermatophore auf dem Untergrund ab. Dieses Samenpaket wird anschließend vom Weibchen mit seiner Kloake aufgenommen. Das Weibchen legt später 5 bis 15 Eier in Erdhöhlen und bewacht diese dort. Aus den Eiern schlüpfen nach 6 bis 11 Monaten die Jungtiere.

## Gefährdung und Schutz
Der Duftende Höhlensalamander wird von der IUCN als „Near Threatened“ (entspricht etwa der deutschen Kategorie „Vorwarnliste“) eingestuft. Die Art ist vermutlich, wie alle Vertreter der Gattung, unempfindlich gegen den Chytridpilz (Batrachochytrium dendrobatidis).

## Phylogenie, Taxonomie, Systematik
Die Familie der Plethodontidae ist mit etwa 362 Arten in 28 Gattungen die artenreichste der Schwanzlurche, lebt aber fast exklusiv in Amerika. Die Gattung Speleomantes ist, neben einer koreanischen Art, der einzige außeramerikanische und europäische Vertreter. Die Gattung umfasst sieben Arten, die in der Mittelmeer-Region leben, davon sind vier Endemiten der Insel Sardinien. Innerhalb der Gattung wird die Art der Untergattung Speleomantes s. str. zugeordnet. Alternativ fassen viele Taxonomen Speleomantes als Untergattung der amerikanischen Gattung Hydromantes auf.
Es werden zwei Unterarten unterschieden:
- Speleomantes imperialis imperialis. Östliches, südöstliches und zentrales Sardinien, in den Provinzen Nuoro, Oristano und Cagliari, von Meereshöhe bis etwas über 1000 m Höhe.
- Speleomantes imperialis sarrabusensis Lanza, Leo, Cimmaruta, Caputo & Nascetti, 2001. Nur in Sarrabus-Gerrei, in den Monte dei Sette Fratelli. Die Unterart wird inzwischen von vielen Autoren als valide Art angesehen.[4]

Den genetischen Daten zufolge ist die Art nahe verwandt zur ebenfalls auf Sardinien endemischen Speleomantes supramontis (mögliche Schwesterart).

## Belege
1. 1 2 3 4  Axel Kwet: Reptilien und Amphibien Europas. Franckh’sche Verlagsbuchhandlung, Stuttgart 2005. ISBN 3-440-10237-8. Seite 84 u. 85.
2. ↑  Speleomantes imperialis in der Roten Liste gefährdeter Arten der IUCN 2009. Eingestellt von: Franco Andreone, Roberta Lecis, Paul Edgar, Claudia Corti, Roberto Sindaco, Antonio Romano, 2008. Abgerufen am 15. Juli 2019.
3. ↑   Frank Pasmans, Pascale Van Rooij, Mark Blooi, Giulia Tessa, Sergé Bogaerts, Giuseppe Sotgiu, Trenton W. J. Garner, Matthew C. Fisher, Benedikt R. Schmidt, Tonnie Woeltjes, Wouter Beukema, Stefano Bovero, Connie Adriaensen, Fabrizio Oneto, Dario Ottonello, An Martel, Sebastiano Salvidio (2013): Resistance to Chytridiomycosis in European Plethodontid Salamanders of the Genus Speleomantes. PLoS ONE 8(5): e63639. doi:10.1371/journal.pone.0063639
4. 1 2  S. Carranza, A. Romano, E. N. Arnold, G. Sotgiu (2008): Biogeography and evolution of European cave salamanders, Hydromantes (Urodela: Plethodontidae), inferred from mtDNA sequences. Journal of Biogeography 35: 724–738. doi:10.1111/j.1365-2699.2007.01817.x
5. ↑  B. Lanza, C. Pastorelli, P. Laghi, R. Cimmaruta (2005): A review of systematics, taxonomy genetics, biogeography and natural history of the genus Speleomantes Dubois, 1984 (Amphibia Caudata
Plethodontidae). Atti del Museo Civico di Storia Naturale die Trieste 52 (supplemento): 5-135.